# Domenico Raimondi

Domenico Raimondi (1964, 57 años) es un productor y director de cine italiano.
Raimondi era conocido por sus películas, por ejemplo: El último fin de semana de último con Aurelio De Laurentiis (Ilaria De Laurentiis); Senza filtro con Alessandro Aleotti, conocido como J-Ax, para Rai.

## Filmografía
| Año  | Título                 | Papel | Notas |
| ---- | ---------------------- | ----- | ----- |
| 1996 | La Signora della cittá | Extra |       |
| 2001 | Senza filtro           | Extra | Rai   |
| 2008 | Agrodolce              | Extra |       |
| 2013 | L'ultimo weekend       | Extra | Rai   |

## Otros sitios web
- Domenico Raimondi en Internet Movie Database (en inglés).
- Domenico Raimondi en Internet Movie Database (en inglés).

## Enlaces
- Rai Movie